# Acetilindossil ossidasi
La acetilindossil ossidasi è un enzima appartenente alla classe delle ossidoreduttasi, che catalizza la seguente reazione:
N-acetilindossil + O2 ⇄ N-acetilisatina + (?)